# Palomita de Poy
Se conoce popularmente como palomita de Poy a un recordado gol señalado por Aldo Pedro Poy jugando para Rosario Central frente a Newell's Old Boys, en un clásico válido por las semifinales del Campeonato Nacional de 1971, en la Primera División de Argentina.

## El partido

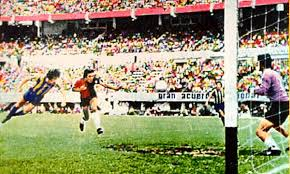
El Vuelo Eterno

El 19 de diciembre de 1971, Poy jugó la recordada semifinal del Torneo Nacional de AFA en el Estadio Monumental en donde su equipo -Rosario Central- disputaba el trascendental encuentro ante su clásico rival: Newell's Old Boys. Ambos equipos se enfrentaban por primera vez en una instancia decisiva en la era profesional de AFA (ambos ingresaron en 1939).
Promediaba el segundo tiempo del encuentro, cuando el lateral derecho uruguayo centralista, José Jorge González, envió un potente centro desde la derecha. Poy se zambulló "en palomita", ganándole al defensor rojinegro De Rienzo, e impactó el balón con la frente de su cabeza, para vencer al arquero Carlos Fenoy y marcar el 1 a 0 final.
Así, Rosario Central se clasificó para jugar la final del torneo argentino, donde posteriormente se consagraría campeón por primera vez en su historia.
- Descarga el gol de Aldo Pedro Poy en la semifinal del Nacional de 1971 (wav)

### Ficha del partido
| 1     | POR   | Norberto Menutti    |  |               |
| 4     | DEF   | José Jorge González |  | Daniel Killer |
| 2     | DEF   | Aurelio Pascuttini  |  |               |
| 6     | DEF   | Alberto Fanesi      |  |               |
| 3     | DEF   | Mario Killer        |  |               |
| 8     | MED   | Carlos Aimar        |  |               |
| 5     | MED   | Ángel Landucci      |  |               |
| 11    | MED   | Carlos Colman       |  |               |
| 7     | DEL   | Ramón Bóveda        |  | Miguel Bustos |
| 10    | DEL   | Aldo Poy            |  |               |
| 9     | DEL   | Roberto Gramajo     |  |               |
| D. T. | D. T. | Ángel Labruna       |  |               |

| 1     | POR   | Carlos Fenoy            |         |                 |
| 4     | DEF   | Víctor Hugo Jara        |         |                 |
| 2     | DEF   | Armando Garrido         |         |                 |
| 6     | DEF   | Ricardo De Rienzo       |         |                 |
| 3     | MED   | Juan Carlos Montes      |         |                 |
| 8     | MED   | José Demetrio Solórzano |         |                 |
| 5     | MED   | Santiago Santamaría     |         |                 |
| 11    | MED   | Ángel Silva             | Capitán |                 |
| 10    | DEL   | Alfredo Obberti         |         | Héctor Martínez |
| 7     | DEL   | Mario Zanabria          |         |                 |
| 9     | DEL   | Mario Mendoza           |         |                 |
| D. T. | D. T. | Pedro Dellacha          |         |                 |

|  | 54' | Aldo Pedro Poy |

| Árbitro | Arturo Andrés Ithurralde |

| 1     | POR   | Norberto Menutti    |  |               |
| 4     | DEF   | José Jorge González |  | Daniel Killer |
| 2     | DEF   | Aurelio Pascuttini  |  |               |
| 6     | DEF   | Alberto Fanesi      |  |               |
| 3     | DEF   | Mario Killer        |  |               |
| 8     | MED   | Carlos Aimar        |  |               |
| 5     | MED   | Ángel Landucci      |  |               |
| 11    | MED   | Carlos Colman       |  |               |
| 7     | DEL   | Ramón Bóveda        |  | Miguel Bustos |
| 10    | DEL   | Aldo Poy            |  |               |
| 9     | DEL   | Roberto Gramajo     |  |               |
| D. T. | D. T. | Ángel Labruna       |  |               |

| 1     | POR   | Carlos Fenoy            |         |                 |
| 4     | DEF   | Víctor Hugo Jara        |         |                 |
| 2     | DEF   | Armando Garrido         |         |                 |
| 6     | DEF   | Ricardo De Rienzo       |         |                 |
| 3     | MED   | Juan Carlos Montes      |         |                 |
| 8     | MED   | José Demetrio Solórzano |         |                 |
| 5     | MED   | Santiago Santamaría     |         |                 |
| 11    | MED   | Ángel Silva             | Capitán |                 |
| 10    | DEL   | Alfredo Obberti         |         | Héctor Martínez |
| 7     | DEL   | Mario Zanabria          |         |                 |
| 9     | DEL   | Mario Mendoza           |         |                 |
| D. T. | D. T. | Pedro Dellacha          |         |                 |

|  | 54' | Aldo Pedro Poy |

| Árbitro | Arturo Andrés Ithurralde |

## Festejos

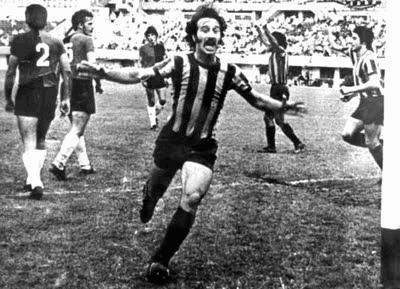
El festejo de Poy.

Este gol de Poy quedó grabado en la historia del Clásico rosarino, al punto que todos los 19 de diciembre de cada año los hinchas canallas se juntan a conmemorar y recordar aquella conquista. Aquel día puntual, se recrean esas acciones, donde el propio Aldo Poy reproduce la jugada para volver a marcar, y todos los presentes gritan una vez más ese histórico gol. Lo curioso fue que un grupo de simpatizantes de Rosario Central hizo una presentación de este gol al libro Guinness de los Récords en 1995, para ser calificado como el gol más celebrado de la historia del fútbol.
Según aquellos que la presentaron, la solicitud cumpliría con todos los requisitos planteados por el Departamento de Admisión del Guinness, a saber:
- Se trata de un hecho singular.
- No existen antecedentes en ningún lugar del orbe de un caso similar.
- Ha superado la barrera de las dos décadas y no ha perdido su esencia.
- Reúne: pasión, amistad, desinterés y alegría.
- Está instalada en la memoria popular.[5]

Sin embargo, vale aclarar que al día de hoy, el gol aún no fue inscripto en el citado Libro de Guinness.
Tanta trascendencia tomó este gol que ha cambiado la sede del festejo oficial múltiples veces, trasladándose a diferentes regiones de la Argentina e incluso, traspasando las fronteras nacionales. En 1997, la palomita viajó a Cuba, en donde en la reinterpretación del mítico gol, donde el protagonista fue Ernesto Guevara, hijo menor del Che, hincha célebre de Rosario Central El festejo también ha sido llevado a otros países, como Estados Unidos (en 2000), Chile (en 2002), España (en 2004), y Uruguay (en 2008).

## Cuento de Fontanarrosa
El gol de Poy, motivó a que el escritor y humorista rosarino e hincha de Rosario Central, Roberto Fontanarrosa, escribiera un cuento de ficción llamado "19 de diciembre de 1971" (fecha del recordado partido). El mismo, fue publicado en 1982, en el libro Nada del otro Mundo. 
Si bien la historia es de ficción, el partido de fútbol entre los eternos rivales rosarinos fue real, y se disputó en la cancha del Club Atlético River Plate, con el resultado final favorable de 1 a 0 para Central gracias a la recordada Palomita de Aldo Pedro Poy, tal como lo describe la obra literaria de Fontanarrosa.
El cuento -humorístico/dramático-, trata la historia de un hombre -el Viejo Casale- el cual jamás en su vida había visto in situ perder a Central en un clásico ante Newell's. Ante la importancia del partido de la semifinal de 1971, un grupo de amigos del hijo de Casale decide invitarlo a que concurra al Estadio a presenciar el trascendente encuentro ante el rival de toda la vida. Este grupo pensaba que la presencia del Viejo le traería suerte a Central, debido a su favorable historial ante Newell's (nunca lo había visto perder). Al hacerlo, Casale se niega rotundamente y aduce enfermedades del corazón que le impedirían concurrir a la cancha desde hacía más de dos años. Ante esta negativa, este grupo de centralistas decide planear un secuestro y así, llevar engañado a Casale al Monumental. 
La historia, describe todo el viaje a Buenos Aires del viejo con los hinchas de Rosario Central, y las escenas más significativas del partido, con el gol de palomita a la cabeza. El cuento, finaliza con la muerte de Casale de un paro cardíaco -producto de la gran emoción- luego del pitazo final del árbitro y la victoria 1:0 ante el rival de toda la vida, que le dio el pase a la final del Campeonato Nacional al equipo auriazul.

## La canción de Lalo de los Santos
El reconocido músico rosarino le dedicó a este gol una canción a la que llamó "Vuela, Aldo vuela", que publicó en su álbum "Canciones rosarinas", de 1996.